# Ctenus sikkimensis
Ctenus sikkimensis är en spindelart som beskrevs av Gravely 1931. Ctenus sikkimensis ingår i släktet Ctenus och familjen Ctenidae. Inga underarter finns listade i Catalogue of Life.